# Фібробласт

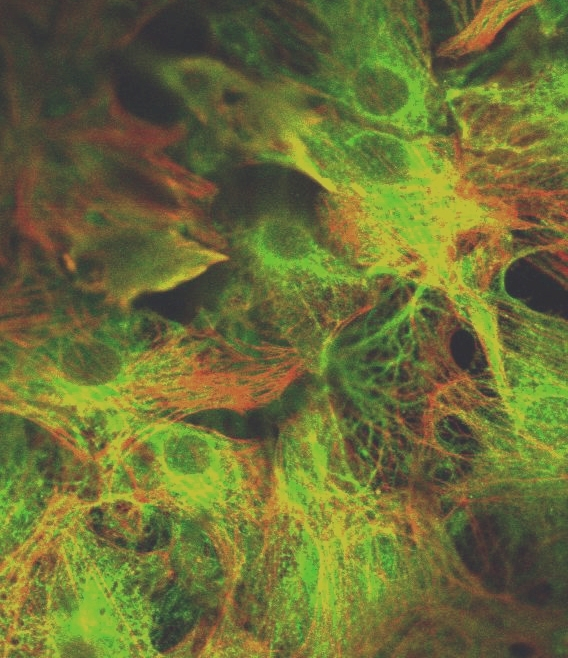
Імунофлуоресцентне зображення культивованих (міо-) фібробластів серця щура

Фібробла́сти (лат. fibra — волокно, грец. βλάστη — росток) — численна група клітин сполучної тканини з різним ступенем диференціації, що мають широкі відростки, добре виражену зернисту (гранулярну) ендоплазматичну сітку (близько 35 % об'єму клітини) та Комплекс Гольджі (близько 10 %). Відіграють провідну роль у синтезі компонентів міжклітинної речовини: проколаген, протеоглікани, які підвищують міцність сполучної тканини, а також фібронектин, еластин, глікозаміноглікани.
Містяться у зовнішньому шарі окістя. Відіграють значну роль у регенерації тканин.
Зрілі фібробласти — це рухомі клітини з високим рівнем синтетичних процесів, при їх дозріванні утворюються нерухомі веретеноподібні фіброцити з низьким рівнем синтетичних процесів.
На гістологічних препаратах цитоплазма фібробластів фарбуюється базофільно.